# Jochen Babock
Jochen Babock (* 26. August 1953 in Erfurt) ist ein ehemaliger deutscher Bobfahrer. Sein Heimatverein war der ASK Vorwärts Oberhof.
Für die Mannschaft der Deutschen Demokratischen Republik (DDR) startend gewann er bei den Olympischen Winterspielen 1976 in Innsbruck zusammen mit Meinhard Nehmer, Bernhard Germeshausen und Bernhard Lehmann die Goldmedaille im Viererbob. Drei Jahre später wurde er in Winterberg gemeinsam mit Meinhard Nehmer, Bernhard Germeshausen und Hans-Jürgen Gerhardt Europameister im Viererbob. Für seinen sportlichen Erfolg bei den Olympischen Spielen wurde er 1976 mit dem Vaterländischen Verdienstorden in Silber ausgezeichnet.
Er absolvierte ein Studium zum Diplom-Sportlehrer und fungiert als Athletiktrainer am Olympiastützpunkt in München, unter anderem für den Snowboard-Verband Deutschlands, die Deutsche Eisschnelllauf-Gemeinschaft, den Bayerischen Judo-Verband, die deutsche Hockeynationalmannschaft der Herren, die SpVgg Unterhaching und den Hockey-Club Rot-Weiß München.